# Chartocerus australiensis
Chartocerus australiensis är en stekelart som först beskrevs av William Harris Ashmead 1900.  Chartocerus australiensis ingår i släktet Chartocerus och familjen långklubbsteklar. Inga underarter finns listade i Catalogue of Life.